# Nagybajom
Nagybajom ist eine ungarische Stadt im Kreis Kaposvár im Komitat Somogy. Der Ort hat 3.465 Einwohner (Stand 2011).

## Geografische Lage
Nagybajom liegt ungefähr 15 Kilometer westlich der Stadt Kaposvár. Nachbargemeinden sind Pálmajor, Jákó und Kutas.

## Geschichte
Die erste schriftliche Erwähnung des Ortes stammt aus dem Jahr 1197. Im Zweiten Weltkrieg war Nagybajom im Jahr 1945 vier Monate Frontstadt. 2001 erhielt die ehemalige Großgemeinde die Stadtrechte.

### Europäisches Storchendorf
Seit 1996 ist Nagybajom Europäisches Storchendorf. 1998 brüteten hier 33 Storchenpaare gegenüber 4 im Jahre 1958. Im gesamten Bezirk Somogy waren es 2003 noch 380 Paare. Somogy grenzt im Süden an das 7933 ha große Boronka-Schutzgebiet, wo noch Seeadler und Fischotter anzutreffen sind. Anfang Juni jedes Jahres wird ein Storchenfest gefeiert. Es besteht eine ökologische Städtepartnerschaft mit Schortens in Niedersachsen.

## Städtepartnerschaften
- Lăzarea, Rumänien
- Schortens, Deutschland
- Velika Polana, Slowenien

## Söhne und Töchter der Stadt
- Péter Boross (* 1928), Politiker und ehemaliger Ministerpräsident

## Sehenswürdigkeiten
- István-Sárközy-Múzeum (Sárközy István Múzeum)
- Reformierte Kirche, erbaut 1786–1787
- Römisch-katholische Kirche Jézus Szíve, ursprünglich 1736 im Barockstil erbaut. Die Kirche wurde 1945 durch deutsche Truppen gesprengt und 1950 neu errichtet. Die Glasfenster der Kirche wurden von der Künstlerin Ágnes Kertészfi gestaltet. In der Kirche befindet sich eine Orgel mit 14 Registern von Frigyes Paulus.
- Weltkriegsdenkmal (Világháborús emlékmű)

## Verkehr
Durch Nagybajom verläuft die Hauptstraße Nr. 61, auf die die Landstraßen Nr. 6618 und Nr. 6619 treffen. Die nächstgelegenen Bahnhöfe befinden sich südöstlich in Kiskorpád und westlich in Böhönye, jeweils in gut sechs Kilometer Entfernung.